# Итомля (деревня)
Ито́мля — деревня в Ржевском районе Тверской области. Административный центр сельского поселения «Итомля».

## География
Деревня находится в южной части Тверской области, в зоне хвойно-широколиственных лесов, в пределах южной части Валдайской возвышенности, на левом берегу реки Итомли, при автодороге 28Н-1338, на расстоянии примерно 27 километров (по прямой) к северо-западу от города Ржева, административного центра района.

### Климат
Климат характеризуется как умеренно континентальный, с относительно мягкой снежной зимой и умеренно прохладным влажным летом. Среднегодовая температура воздуха — 3,4 °C. Средняя температура воздуха самого холодного месяца (января) — −8,8 °C (абсолютный минимум — −32 °C), средняя температура самого тёплого (июля) — 17 °С (абсолютный максимум — 36 °С). Вегетационный период длится около 130 дней. Годовое количество атмосферных осадков составляет в среднем 612 мм, из которых большая часть выпадает в тёплый период. Снежный покров держится в течение 144 дней.

## История
По историческим данным, Покровский Погост на реке Итомля известен с 1624—1625 годов. В те времена здесь действовали два храма: Покрова Пресвятой Богородицы с приделом Василия Блаженного и Никольский. Каменная церковь в честь Покрова Пресвятой Богородицы в стиле ампир с теплыми приделами Николая Чудотворца и Митрофана Воронежского возведена в 1836 году на средства прихожан вместо обветшалой деревянной обители XVI столетия. Культовый объект был закрыт и разрушен во времена советской власти.

### Административно-территориальная принадлежность
В конце XIX — начале XX века погост Покровский (Итомля) входил в состав Гриминской волости Ржевского уезда Тверской губернии.
С 1929 года деревня являлась центром Итомлинского сельсовета Ржевского района Ржевского округа Московской области, с 1935 года — в составе Калининской области, с 1994 года — центр Итомлинского сельского округа, с 2005 года — центр сельского поселения «Итомля».

## Население
| 1859 | 1920 | 1997 | 2002 | 2010 |
| ---- | ---- | ---- | ---- | ---- |
| 45   | ↗104 | ↗383 | ↘340 | ↘323 |

## Инфраструктура
Личное подсобное хозяйство с зоной сельскохозяйственного использования, индивидуальная застройка усадебного типа.
Основа экономики — сельское хозяйство.
В деревне имеются:
- МОУ Итомлинская Средняя общеобразовательная школа[8]
- Детский сад
- Отделение Ржевской ЦРБ
- Отделение почтовой связи

## Достопримечательности
В деревне расположена действующая Церковь Покрова Пресвятой Богородицы (2001).

## Транспорт
Деревня доступна автотранспортом. Автобусное сообщение с райцентром. Остановка общественного транспорта «Итомля».